# Surgeon Simulator 2013
Surgeon Simulator 2013 är ett kirurgsimulatorspel av Tom Jackson, Jack Good, Luke Williams och James Broadley från Bossa Studios. Spelet skapades under 48 timmar under 2013 års utgåva under Global Game Jam. Efter tävlingen finslipades spelet för att göra det kommersiellt under 48 timmar och de släppte spelet i januari 2013. Spelet släpptes hos Steam den 19 april 2013 och på GOG.com den 10 oktober 2013. Spelet har även släppts till surfplattor.

## Gameplay
Spelet körs från förstapersonsperspektiv. Musen används för att kontrollera spelarens hand. Tangentbordet används för att styra fingrarna för att utföra handlingar. Spelet går ut på att spelaren försöker utföra olika kirurgiska ingrepp som en hjärttransplantation. Flera expansioner finns tillgängliga som att utföra en operation medan man är inuti en ambulans där kirurgiska instrument studsas runt på måfå, och att man arbetar i rymden i viktlöshet vilket gör att alla instrument flyter fritt. Det finns två typer av gratisexpansioner. Den första las till den 21 juni, som gör att man kan operera Heavy från Team Fortress 2 (Baserat på "Meet the Medic") Den 9 september las ännu en expansion till, så man kan utföra kirurgiska ingrepp på en rymdvarelse.

## Mottagande
Spelet har fått bra recensioner av kritikerna som dock anser att spelet är svårt att klara och att kontrollera. Ars Technica anser att rösten från assistanten är jobbig under tiden han opererar. Rock, Paper, Shotgun gillar spelet för dess humor och de anser att det är ett briljant spel men har briljanta skämt. Eurogamer har gett spelet betyg sju av tio och hyllar den för dess humor.